# Art rupestre

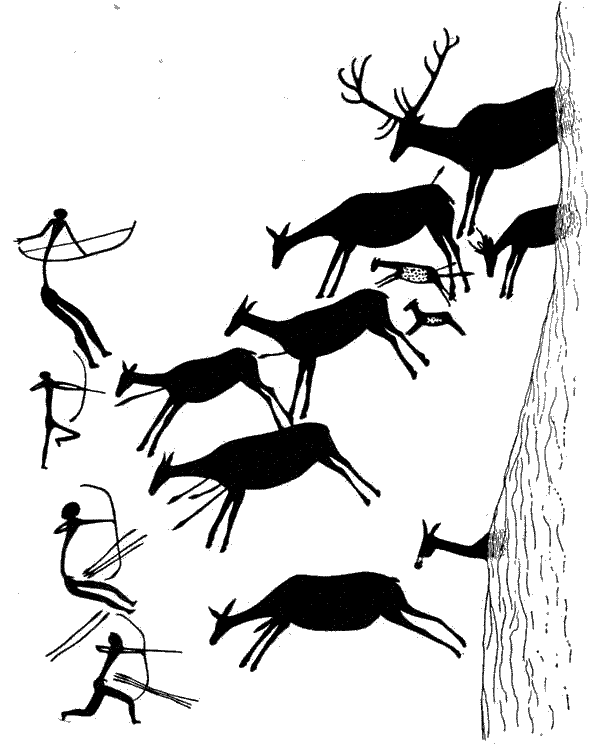
Pintura mural de la cova dels Cavalls del barranc de la Valltorta, a la província de Castelló

L'art rupestre és un tipus d'art que es plasma en les roques, generalment a l'interior de coves, grutes, cavernes o abrics, que forma part de l'art prehistòric. Aquest és un terme emprat en arqueologia, i s'han localitzat mostres d'art rupestre arreu del món. L'art rupestre pot haver estat produït ritual. El màxim representant de l'art rupestre són les pintures rupestres, però també hi ha els petròglifs (excavats a la superfície de la roca) i les figures antropomorfes excavades a terra.
Les mostres més antigues d'art rupestre daten del Paleolític superior, i se n'han localitzat a Europa, Àsia i Àfrica. Els arqueòlegs consideren que aquestes peces tenien un significat màgic i religiós.
L'estudi de l'art rupestre es va desenvolupar com una subdisciplina de l'arqueologia a finals del segle xix, especialment entre els investigadors francòfons que estudiaven l'art rupestre del Paleolític superior localitzat en coves de l'Europa occidental. L'art rupestre encara avui és molt important en les comunitats indígenes d'arreu del món, que el consideren un element sagrat i de gran significació dins el seu patrimoni cultural. Els jaciments arqueològics amb mostres d'art rupestre són punts d'atracció del turisme cultural, i són apreciats pel seu valor estètic.

## Terminologia

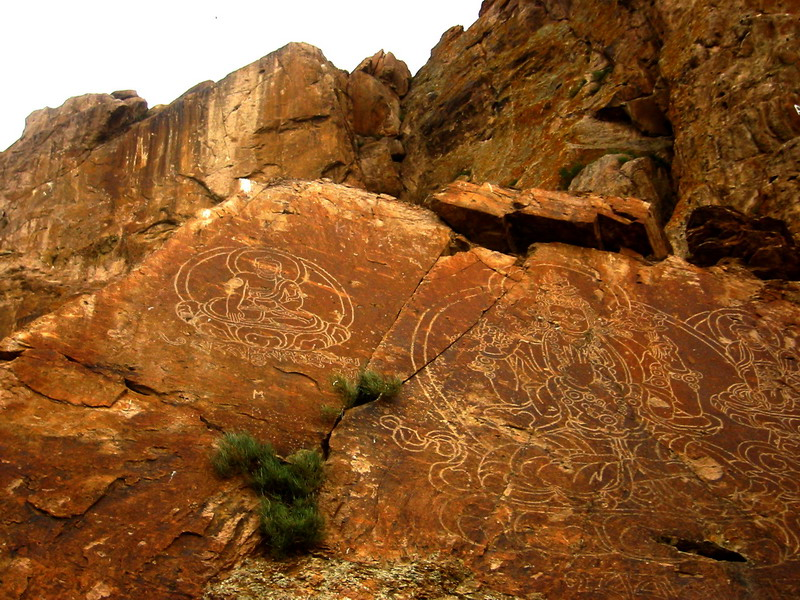
Petròglifs budistes al riu Ili, al Kazakhstan

El terme art rupestre apareix en la literatura científica des dels anys 40 del segle xx. També s'ha descrit com gravat en pedra, dibuix sobre pedra, inscripció sobre pedra, pintures sobre roca, testimonis en roca o escultures en roca.
La característica definitòria de l'art rupestre és el fet que es localitza en superfícies de roca natural, fet que el diferencia de les obres d'art aplicades en murs o de l'escultura. Hi ha diverses tipologies d'art rupestre. Això inclou els pictogrames pintats o dibuixats sobre la superfícies de roca, els petròglifs, gravats o esculpits sobre la pedra i altres figures, com els jeroglífics. Alguns arqueòlegs també consideren que els forats i canals a la roca són formes d'art rupestre.

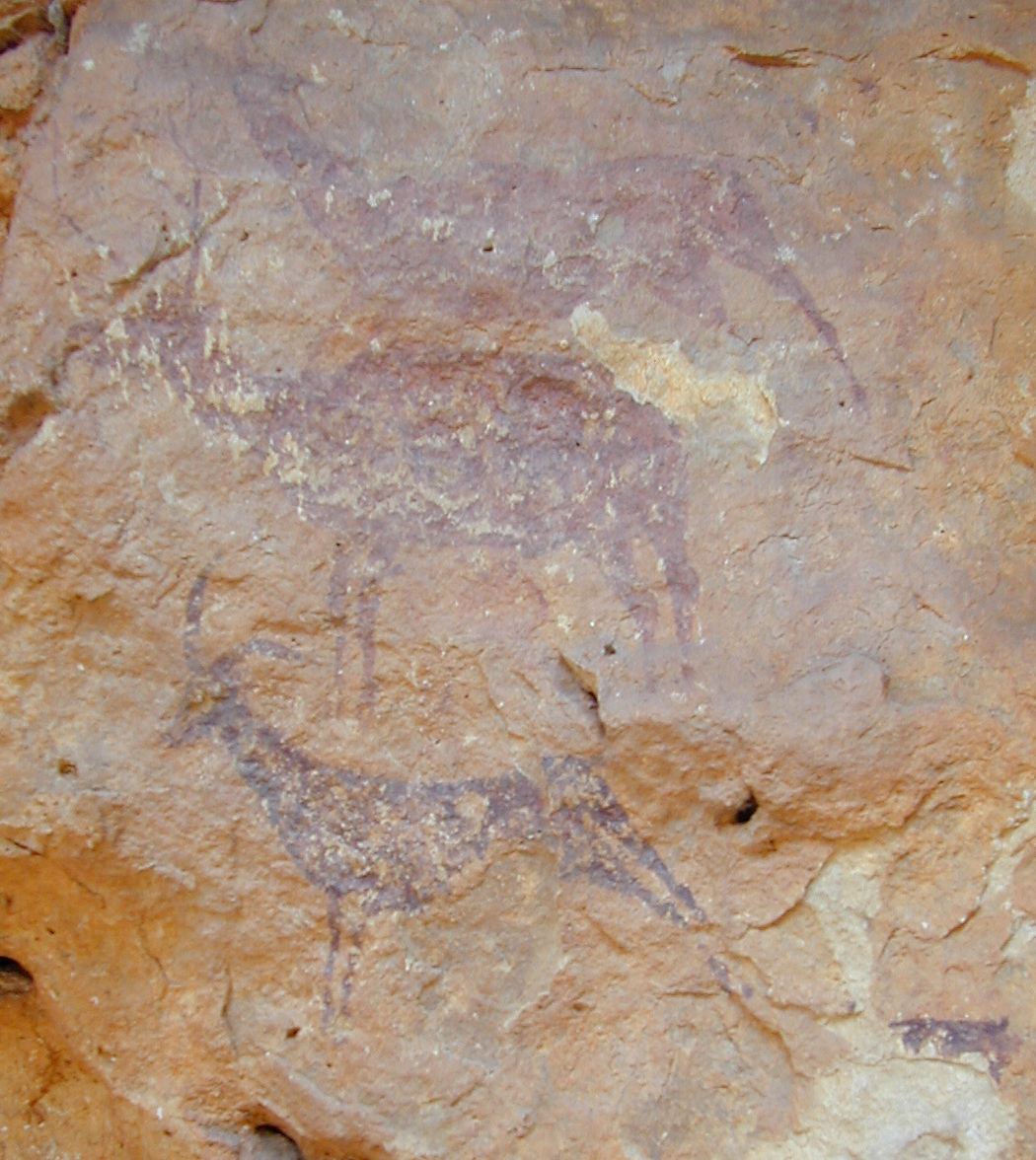
Cova de l'Aranya